# Haget
Pour les articles homonymes, voir Haget.
Haget est une commune française du département du Gers en région Occitanie.
La commune possède un patrimoine naturel remarquable composé de deux zones naturelles d'intérêt écologique, faunistique et floristique.

## Géographie

### Localisation
Haget est située en Gascogne au sud du département du Gers, elle est limitrophe de celui des Hautes-Pyrénées.
Sur le plan historique et culturel, la commune est dans le pays d'Astarac, un territoire du sud gersois très vallonné, au sol argileux, qui longe le plateau de Lannemezan.
Elle fait partie de l'Aire d'attraction de Tarbes, de la zone d'emploi de Tarbes-Lourdes et du bassin de vie de Vic-en-Bigorre.

### Communes limitrophes
Les communes limitrophes sont  Barbachen, Beccas, Betplan, Malabat, Rabastens-de-Bigorre, Ségalas et Villecomtal-sur-Arros.
| Barbachen (Hautes-Pyrénées) | Beccas                                 | Malabat               |
| Ségalas (Hautes-Pyrénées)   | Haget                                  | Betplan               |
|                             | Rabastens-de-Bigorre (Hautes-Pyrénées) | Villecomtal-sur-Arros |

### Géologie et relief
La superficie de la commune est de 9,10 km2 ; son altitude varie de 162  à   270 mètres.

### Hydrographie

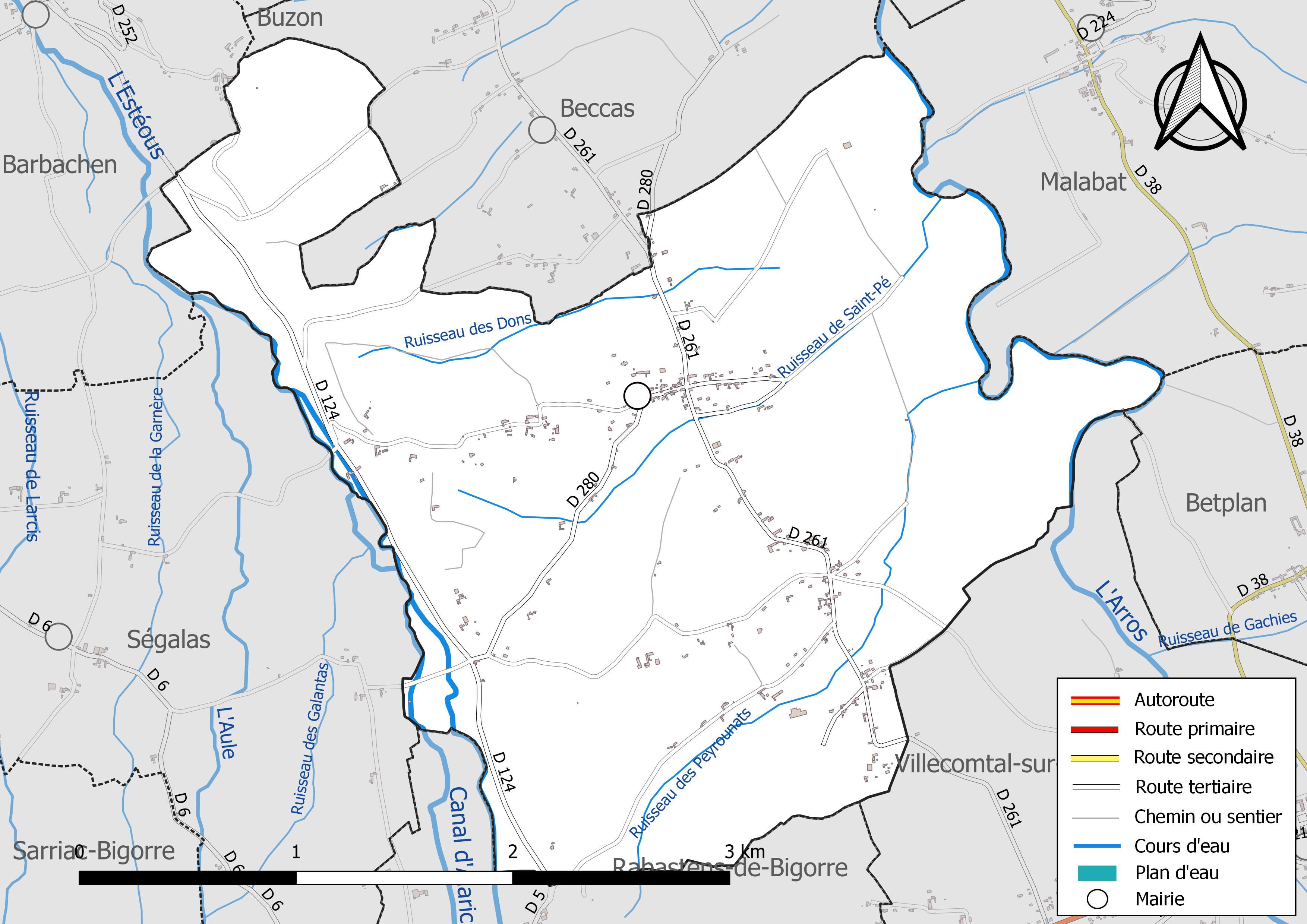
Réseaux hydrographique et routier de Haget.

La commune est dans le bassin de l'Adour, au sein du bassin hydrographique Adour-Garonne. Elle est drainée par l'Arros, le canal d'Alaric, le Estéous, le ruisseau de Saint-Pé, le ruisseau des Dons, le ruisseau des Galantas, le ruisseau des Peyrounats et par deux petits cours d'eau, qui constituent un réseau hydrographique de 14 km de longueur totale,.
L'Arros, d'une longueur totale de 130,8 km, prend sa source dans la commune d'Esparros et s'écoule vers le nord. Il traverse la commune et se jette dans l'Adour à Izotges, après avoir traversé 54 communes.
Le canal d'Alaric, d'une longueur totale de 73,7 km, prend sa source dans la commune de Pouzac et s'écoule vers le nord. Il traverse la commune et se jette dans l'Adour à Izotges, après avoir traversé 38 communes.
Le Estéous, d'une longueur totale de 45,3 km, prend sa source dans la commune de Souyeaux et s'écoule du sud-ouest vers le nord-est. Il traverse la commune et se jette dans l'Adour à Labatut-Rivière, après avoir traversé 29 communes.

### Climat
Pour des articles plus généraux, voir Climat de l'Occitanie et Climat du Gers.
En 2010, le climat de la commune est de type climat des marges montargnardes, selon une étude s'appuyant sur une série de données couvrant la période 1971-2000. En 2020, Météo-France publie une typologie des climats de la France métropolitaine dans laquelle la commune est exposée à un climat de montagne ou de marges de montagne et est dans une zone de transition entre les régions climatiques « Aquitaine, Gascogne » et « Pyrénées centrales ».
Pour la période 1971-2000, la température annuelle moyenne est de 13,2 °C, avec une amplitude thermique annuelle de 15,1 °C. Le cumul annuel moyen de précipitations est de 977 mm, avec 10,2 jours de précipitations en janvier et 7 jours en juillet. Pour la période 1991-2020, la température moyenne annuelle observée sur la station météorologique la plus proche, située sur la commune de Vic-en-Bigorre à 10 km à vol d'oiseau, est de 13,1 °C et le cumul annuel moyen de précipitations est de 937,3 mm,. Pour l'avenir, les paramètres climatiques de la commune estimés pour 2050 selon différents scénarios d'émission de gaz à effet de serre sont consultables sur un site dédié publié par Météo-France en novembre 2022.

### Milieux naturels et biodiversité

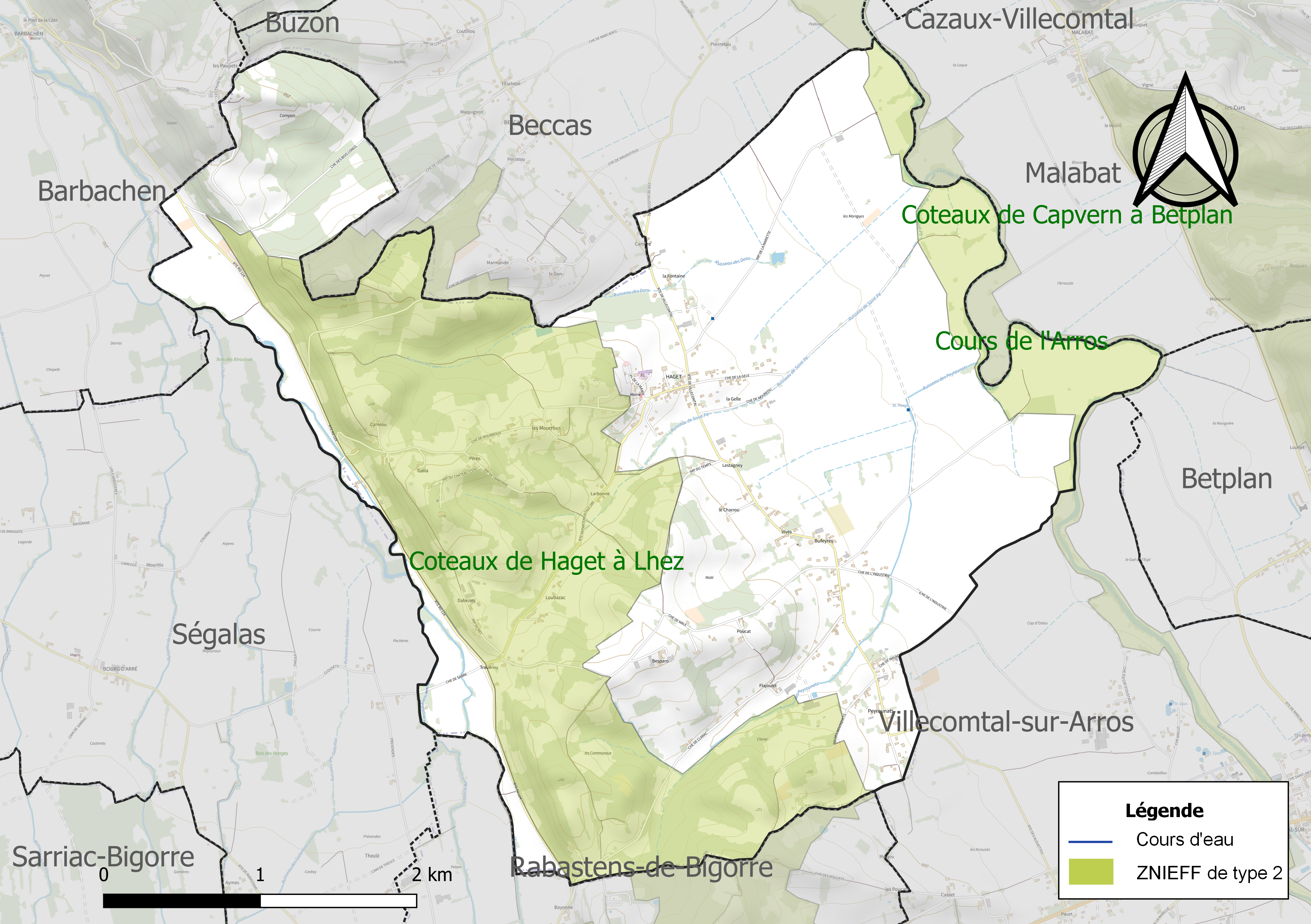
Carte des ZNIEFF de type 2 localisées sur la commune.

L’inventaire des zones naturelles d'intérêt écologique, faunistique et floristique (ZNIEFF) a pour objectif de réaliser une couverture des zones les plus intéressantes sur le plan écologique, essentiellement dans la perspective d’améliorer la connaissance du patrimoine naturel national et de fournir aux différents décideurs un outil d’aide à la prise en compte de l’environnement dans l’aménagement du territoire.
Deux ZNIEFF de type 2 sont recensées sur la commune :
- les « coteaux de Haget à Lhez » (4 261 ha), couvrant 32 communes dont quatre dans le Gers et 28 dans les Hautes-Pyrénées[15] ;
- le « cours de l'Arros » (1 675 ha), couvrant 41 communes dont 20 dans le Gers et 21 dans les Hautes-Pyrénées[16].

## Urbanisme

### Typologie
Au 1er janvier 2024, Haget est catégorisée commune rurale à habitat dispersé, selon la nouvelle grille communale de densité à sept niveaux définie par l'Insee en 2022.
Elle est située hors unité urbaine. Par ailleurs la commune fait partie de l'aire d'attraction de Tarbes, dont elle est une commune de la couronne,. Cette aire, qui regroupe 153 communes, est catégorisée dans les aires de 50 000 à moins de 200 000 habitants,.

### Occupation des sols

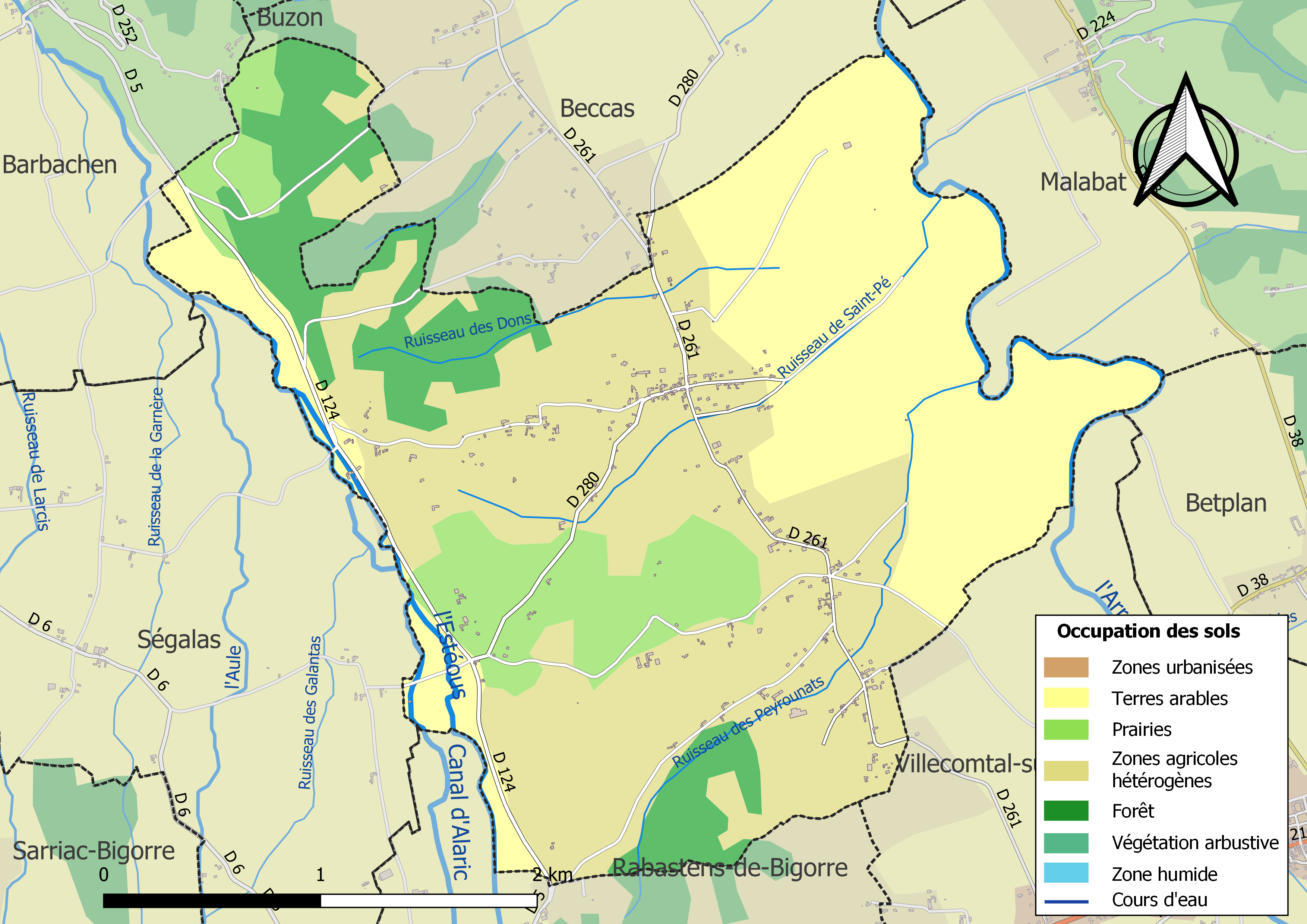
Carte des infrastructures et de l'occupation des sols de la commune en 2018 (CLC).

L'occupation des sols de la commune, telle qu'elle ressort de la base de données européenne d’occupation biophysique des sols Corine Land Cover (CLC), est marquée par l'importance des territoires agricoles (88 % en 2018), une proportion sensiblement équivalente à celle de 1990 (88,4 %). La répartition détaillée en 2018 est la suivante : 
zones agricoles hétérogènes (42,6 %), terres arables (34,5 %), forêts (12 %), prairies (10,9 %). L'évolution de l’occupation des sols de la commune et de ses infrastructures peut être observée sur les différentes représentations cartographiques du territoire : la carte de Cassini (XVIIIe siècle), la carte d'état-major (1820-1866) et les cartes ou photos aériennes de l'IGN pour la période actuelle (1950 à aujourd'hui).

### Habitat et logement
En 2020, le nombre total de logements dans la commune était de 187, alors qu'il était de 180 en 2015 et de 153 en 2010.
Parmi ces logements, 83 % étaient des résidences principales, 6 % des résidences secondaires et 11 % des logements vacants. Ces logements étaient pour 97,8 % d'entre eux des maisons individuelles et pour 1,1 % des appartements.
Le tableau ci-dessous présente la typologie des logements à Haget en 2020 en comparaison avec celle du Gers et de la France entière. Une caractéristique marquante du parc de logements est ainsi la faible proportion des résidences secondaires et logements occasionnels (6 %) par rapport au département (9,6 %) et à la France entière (9,7 %). 
| Typologie                                               | Haget | Gers | France entière |
| ------------------------------------------------------- | ----- | ---- | -------------- |
| Résidences principales (en %)                           | 83    | 80   | 82,1           |
| Résidences secondaires et logements occasionnels (en %) | 6     | 9,6  | 9,7            |
| Logements vacants (en %)                                | 11    | 10,4 | 8,2            |

### Risques naturels et technologiques
Le territoire de la commune de Haget est vulnérable à différents aléas naturels : météorologiques (tempête, orage, neige, grand froid, canicule ou sécheresse), inondations et séisme (sismicité modérée). Un site publié par le BRGM permet d'évaluer simplement et rapidement les risques d'un bien localisé soit par son adresse soit par le numéro de sa parcelle.
Certaines parties du territoire communal sont susceptibles d’être affectées par le risque d’inondation par débordement de cours d'eau, notamment l'Arros, le canal d'Alaric et le Estéous. La cartographie des zones inondables en ex-Midi-Pyrénées réalisée dans le cadre du XIe Contrat de plan État-région, visant à informer les citoyens et les décideurs sur le risque d’inondation, est accessible sur le site de la DREAL Occitanie. La commune a été reconnue en état de catastrophe naturelle au titre des dommages causés par les inondations et coulées de boue survenues en 1999, 2000, 2009 et 2018,.

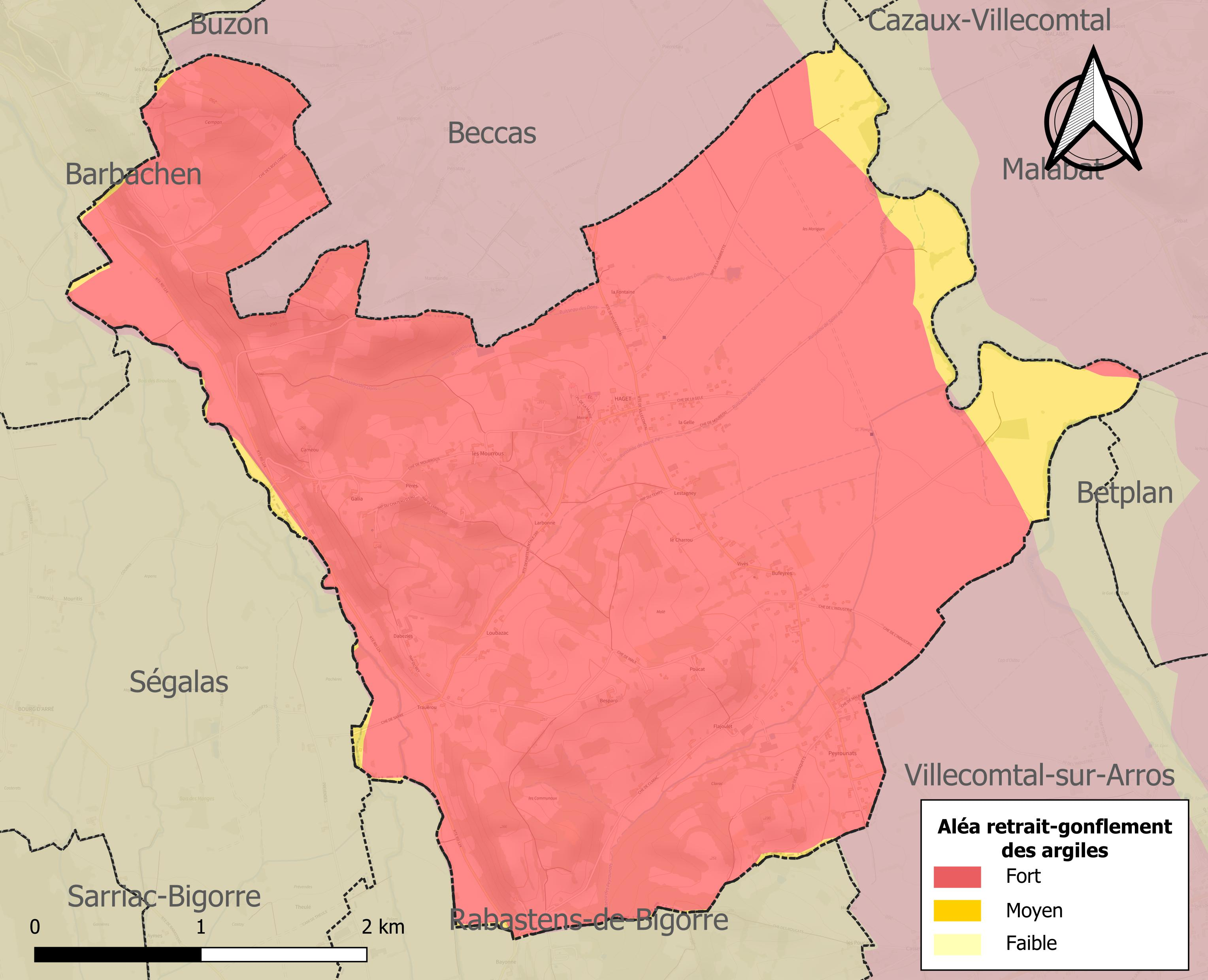
Carte des zones d'aléa retrait-gonflement des sols argileux de Haget.

Le retrait-gonflement des sols argileux est susceptible d'engendrer des dommages importants aux bâtiments en cas d’alternance de périodes de sécheresse et de pluie. La totalité de la commune est en aléa moyen ou fort (94,5 % au niveau départemental et 48,5 % au niveau national). Sur les 181 bâtiments dénombrés sur la commune en 2019, 181 sont en aléa moyen ou fort, soit 100 %, à comparer aux 93 % au niveau départemental et 54 % au niveau national. Une cartographie de l'exposition du territoire national au retrait gonflement des sols argileux est disponible sur le site du BRGM,.
Par ailleurs, afin de mieux appréhender le risque d’affaissement de terrain, l'inventaire national des cavités souterraines permet de localiser celles situées sur la commune.
Concernant les mouvements de terrains, la commune a été reconnue en état de catastrophe naturelle au titre des dommages causés par la sécheresse en 1989 et 2017 et par des mouvements de terrain en 1999.
Haget se situe en zone de sismicité 3 (sismicité modérée).

### Énergie
Un projet de parc photovoltaïque  de 15 064 panneaux solaires est envisagé depuis 2017 sur un terrain communal de 9 ha, dont le permis de construire a été délivré en 2022. Il est contesté par diverses associations et militants environnementalistes,.

## Toponymie
En 1793, la commune porte le nom de Faget Pardiac.
En gascon, le nom de la commune est Haget.

## Politique et administration

### Rattachements administratifs et électoraux

#### Rattachements administratifs
La commune se trouve  dans l'arrondissement de Mirande du département du Gers.
Elle faisait partie depuis 1801 du canton de Miélan. Dans le cadre du redécoupage cantonal de 2014 en France, cette circonscription administrative territoriale a disparu, et le canton n'est plus qu'une circonscription électorale.

#### Rattachements électoraux
Pour les élections départementales, la commune fait partie depuis 2014 du canton de Mirande-Astarac.
Pour l'élection des députés, elle fait partie de la première circonscription du Gers.

### Intercommunalité
Haget était membre de la petite communauté de communes des Hautes Vallées de Gascogne, un établissement public de coopération intercommunale (EPCI) à fiscalité propre créé fin 2001 et auquel la commune avait transféré un certain nombre de ses compétences, dans les conditions déterminées par le code général des collectivités territoriales.
Conformément aux prescriptions de la loi de réforme des collectivités territoriales du 16 décembre 2010, qui a prévu le renforcement et la simplification des intercommunalités et la constitution de structures intercommunales de grande taille, cette intercommunalité a fusionné avec sa voisine pour former, le 1er janvier 2013, la communauté de communes Astarac Arros en Gascogne, dont est désormais membre la commune.

### Liste des maires
| Période                                  | Période                    | Identité               | Étiquette | Qualité                       |
| ---------------------------------------- | -------------------------- | ---------------------- | --------- | ----------------------------- |
| Les données manquantes sont à compléter. |                            |                        |           |                               |
|                                          |                            |                        |           |                               |
| mars 2001                                | mars 2008                  | Roland Pedurthe        |           |                               |
| 2008                                     | 2020                       | Gérard Pedurthe        | DVG       | Retraité                      |
| mai 2020                                 | printemps 2023             | Marc (Marzouque) Raber |           | Retraité                      |
| juin 2023                                | En cours (au 8 avril 2024) | Viviane Cyriaque       |           | Cadre de la fonction publique |

## Équipements et services publics

### Enseignement
La commune dispose d'une école maternelle dotée d'une cantine et d'un accueil périscolaire.

## Population et société
Ses habitants sont appelés les Hagétois ou  Hagétoises.

### Démographie
L'évolution du nombre d'habitants est connue à travers les recensements de la population effectués dans la commune depuis 1793. Pour les communes de moins de 10 000 habitants, une enquête de recensement portant sur toute la population est réalisée tous les cinq ans, les populations de référence des années intermédiaires étant quant à elles estimées par interpolation ou extrapolation. Pour la commune, le premier recensement exhaustif entrant dans le cadre du nouveau dispositif a été réalisé en 2007.

En 2022, la commune comptait 353 habitants, en évolution de +6,01 % par rapport à 2016 (Gers : +1,04 %, France hors Mayotte : +2,11 %).
| 1793 | 1800 | 1806 | 1821 | 1831 | 1841 | 1846 | 1851 | 1856 |
| ---- | ---- | ---- | ---- | ---- | ---- | ---- | ---- | ---- |
| 672  | 578  | 731  | 721  | 729  | 702  | 680  | 625  | 629  |

| 1861 | 1866 | 1872 | 1876 | 1881 | 1886 | 1891 | 1896 | 1901 |
| ---- | ---- | ---- | ---- | ---- | ---- | ---- | ---- | ---- |
| 607  | 589  | 542  | 543  | 533  | 505  | 476  | 469  | 402  |

| 1906 | 1911 | 1921 | 1926 | 1931 | 1936 | 1946 | 1954 | 1962 |
| ---- | ---- | ---- | ---- | ---- | ---- | ---- | ---- | ---- |
| 410  | 385  | 355  | 353  | 338  | 325  | 343  | 338  | 309  |

| 1968 | 1975 | 1982 | 1990 | 1999 | 2006 | 2007 | 2012 | 2017 |
| ---- | ---- | ---- | ---- | ---- | ---- | ---- | ---- | ---- |
| 289  | 277  | 314  | 329  | 293  | 302  | 303  | 322  | 331  |

| 2022 | - | - | - | - | - | - | - | - |
| ---- | - | - | - | - | - | - | - | - |
| 353  | - | - | - | - | - | - | - | - |

Haget est une commune rurale qui a connu son pic de population de 731 habitants en 1806.

## Économie

### Revenus
En 2018  (données Insee publiées en septembre 2021), la commune compte 144 ménages fiscaux, regroupant 328 personnes. La médiane du revenu disponible par unité de consommation est de 20 280 € (20 820 € dans le département).

### Emploi
|                | 2008  | 2013  | 2018   |
| -------------- | ----- | ----- | ------ |
| Commune        | 7,5 % | 4,1 % | 12,9 % |
| Département    | 6,1 % | 7,5 % | 8,2 %  |
| France entière | 8,3 % | 10 %  | 10 %   |

En 2018, la population âgée de 15 à 64 ans s'élève à 195 personnes, parmi lesquelles on compte 77,5 % d'actifs (64,6 % ayant un emploi et 12,9 % de chômeurs) et 22,5 % d'inactifs,. En  2018, le taux de chômage communal (au sens du recensement) des 15-64 ans est supérieur à celui de la France et du département, alors qu'il était inférieur à celui de la France en 2008.
La commune fait partie de la couronne de l'aire d'attraction de Tarbes, du fait qu'au moins 15 % des actifs travaillent dans le pôle,. Elle compte 24 emplois en 2018, contre 25 en 2013 et 31 en 2008. Le nombre d'actifs ayant un emploi résidant dans la commune est de 129, soit un indicateur de concentration d'emploi de 18,5 % et un taux d'activité parmi les 15 ans ou plus de 55,8 %.
Sur ces 129 actifs de 15 ans ou plus ayant un emploi, 18 travaillent dans la commune, soit 14 % des habitants. Pour se rendre au travail, 86,1 % des habitants utilisent un véhicule personnel ou de fonction à quatre roues, 1,5 % les transports en commun, 7,8 % s'y rendent en deux-roues, à vélo ou à pied et 4,7 % n'ont pas besoin de transport (travail au domicile).

### Activités hors agriculture
15 établissements sont implantés  à Haget au 31 décembre 2019.
Le secteur de la construction est prépondérant sur la commune puisqu'il représente 26,7 % du nombre total d'établissements de la commune (4 sur les 15 entreprises implantées  à Haget), contre 14,6 % au niveau départemental.

### Agriculture
|               | 1988 | 2000 | 2010 | 2020 |
| ------------- | ---- | ---- | ---- | ---- |
| Exploitations | 30   | 19   | 15   | 9    |
| SAU (ha)      | 693  | 600  | 496  | 483  |

La commune est dans l'Astarac, une petite région agricole englobant tout le Sud du départementdu Gers, un quart de sa superficie, et correspond au pied de lʼéventail gascon. En 2020, l'orientation technico-économique de l'agriculture  sur la commune est la polyculture et/ou le polyélevage. Neuf exploitations agricoles ayant leur siège dans la commune sont dénombrées lors du recensement agricole de 2020 (30 en 1988). La superficie agricole utilisée est de 483 ha,,.

## Culture locale et patrimoine

### Lieux et monuments
La décoration intérieure de l'église Saint-Saturnin est particulièrement remarquable. Ce travail date du XVIIIe siècle.

### Personnalités liées à la commune
- Marius Noguès (1919-2012), écrivain, né et mort à Haget.

### Héraldique
| Blason de Haget | Blason  | D'azur au hêtre au naturel accompagné de quatre épées hautes d'argent, deux de chaque côté rangées en pal. |
| Blason de Haget | Détails | Le statut officiel du blason reste à déterminer.                                                           |

## Pour approfondir